# Психическая анестезия
Психическая анестезия (лат. anaesthesia dolorosa psychica — болезненная психическая анестезия); синонимы: депрессивная деперсонализация, «чувство бесчувственности», или болезненное (скорбное) бесчувствие — переживание неполноты эмоционального реагирования, исчезновения родственных чувств, недостаточности эмпатии и отсутствия эмоционального отклика на окружающее, утрата эмоционального отношения к работе, интеллектуальной деятельности, эстетической стороны воспринимаемого, этических аспектов своего и чужого поведения. Для эндогенной депрессии характерна психическая анестезия, которая характеризуется большим спектром расстройств — от переживаний эмоциональной ущербности восприятия и утраты чувств до явлений телесной анестезии, когда отсутствует эмоциональный аккомпанемент целого ряда ощущений одновременно. Больной это воспринимает, как утрату ощущения тела или отдельных его частей. Явления психической анестезии при депрессии могут касаться разных видов ощущений — зрительных, слуховых, тактильных, проприоцептивных, висцеральных.